# Krister Klasson (Horn)
Krister Klasson (Horn), död omkring 1520, var en svensk väpnare och storman. Han var son till Klas Henriksson (Horn) och halvbror till Henrik Klasson (Horn). Krister Klasson deltog i fredsförhandlingar med Ryssland (Nyslott) 1504 och var slottsfogde på Raseborgs slott 1513-1515 och på Åbo slott 1515-1520.
Gift omkring år 1518 med Ingeborg Siggesdotter (Sparre).

## Barn
- Klas Kristersson Horn af Åminne, (1518-1566)
- Britta Kristersdotter (Horn), död 1580